# Drepturi LGBT în Europa
     Căsătorie
     Uniune civilă
     Recunoaștere internă limitată (coabitare)
     Recunoaștere externă limitată (drepturi de rezidență)
     Nerecunoscute
     Constituția limitează căsătoria la cupluri formate din persoane de sex opus.
Drepturile LGBT în Europa diferă de la o țară la alta. 13 din cele 20 de țări la nivel mondial care au legalizat căsătoria între persoane de același sex sunt situate în Europa; alte 13 țări europene au legalizat uniunile civile sau alte forme de recunoaștere a cuplurilor homosexuale. Austria, Germania, Italia, Ungaria și Elveția au luat în considerare o legislație care să introducă în viitorul apropiat căsătoria între persoane de același sex. Căsătoria homosexuală a intrat în vigoare în Finlanda în martie 2017, după ce în februarie 2016 Parlamentul de la Helsinki a aprobat modificări la legea care va permite cuplurilor de același sex să transforme parteneriatele înregistrate în căsătorii prin notificarea autorităților. În 2015, Irlanda a devenit prima țară din lume care a legalizat căsătoria homosexuală prin referendum, aceasta fiind protejată prin Constituție.  Austria a legalizat căsătoriile între persoanele de același sex în 2019, iar 3 ani mai târziu Slovenia legalizează căsătoriile între persoanele de același sex și dreptul cuplurilor de același sex de a adopta, fiind prima țară din fosta Iugoslavie care avansează în ceea ce privește drepturile persoanelor slovene din comunitatea LGBT. Încă un pas a fost făcut în 2024, când Estonia a devenit prima țară din fostul bloc al Uniunii Sovietice care a legalizat căsătoriile între persoane de același sex, după un vot din Parlamentul Estoniei ce a avut loc pe data de 20 Iunie 2023. Tot în anul 2024, Grecia devine prima țară majoritar ortodoxă care legalizează căsătoriile între persoane de același sex, în ciuda opoziției Bisericii Ortodoxe din Grecia. Constituțiile altor 9 state europene recunosc căsătoria doar ca uniunea consensuală dintre un bărbat și o femeie.
Potrivit Eurobarometrului din 2015, primele cinci țări membre UE în ceea ce privește drepturile LGBT și aprobarea căsătoriei între persoane de același sex sunt Olanda, Suedia, Danemarca, Spania și Irlanda.

## Istoric
Relațiile homosexuale au fost obiectul stigmatizării sociale încă din Antichitate, astfel că ele erau condamnate atât de Codul legilor hitite, cât și de cel caldeean. La rândul lor, vechile coduri ebraice, mai târziu formalizate de Biserica Creștină în legi ecleziastice, care aveau să guverneze Europa medievală, respingeau și ele comportamentul homosexual. La polul opus, în Grecia antică, homosexualitatea era considerată o conduită normală și legitimă, chiar ca o formă de iubire superioară heterosexualității. Spre deosebire însă de ceea ce se întâmplase în vechea Eladă, în Roma antică legislația nu tolera conduita homosexuală, dar nici nu impunea sancțiuni speciale împotriva acesteia. Legiuitorii romani tratau relațiile homosexuale la fel ca pe cele heterosexuale, impunând același gen de restricții pentru ambele tipuri de comportament sexual. Astfel, în anul 149 î. Hr., așa-numita Lex Scantinia impunea plata unei amenzi pentru relațiile sexuale dintre bărbați și adolescenți. O sancțiune asemănătoare prevedea și Lex Julia de adulteriis, în anul 18 î. Hr., cu privire la fapta denumită în acea epocă stuprum ("atentat la pudoare" – delict heterosexual care viza raporturile sexuale normale dintre un bărbat, fie el căsătorit sau necăsătorit, și o tânără necăsătorită sau văduvă). Deși legile romane nu sancționau homosexualitatea ca atare, ele conțineau prevederi speciale pentru categoria persoanelor "invertite" (bărbații care jucau rol pasiv în raporturile homosexuale). Conform normelor legale, bărbații care practicau astfel de raporturi sexuale erau eliminați din rândurile armatei romane, li se interzicea dreptul de a practica profesia de magistrat sau chiar dreptul de a apărea personal în fața justiției. La rândul lui, un edict al împăratului Teodosiu I, din anul 390, condamna toți bărbații homosexuali "pasivi" la moarte prin ardere în public. Acesta a fost urmat de Corpus Juris Civilis al lui Iustinian I, din anul 529, care stipula castrarea publică și execuția tuturor celor care au comis acte homosexuale, atât partenerii activi, cât și cei pasivi. Prevederile Codului lui Iustinian aveau să constituie fundamentul sancțiunilor juridice ale homosexualității în Europa pentru 1300 de ani. Sute de ani la rând, curțile ecleziastice au fost mandatate să sancționeze actele homosexuale, adesea chiar cu tortura sau cu pedeapsa cu moartea.
De la fondarea Poloniei în 966, legea poloneză nu a definit niciodată homosexualitatea drept o crimă. La 40 de ani după ce Polonia și-a pierdut independența în 1795, legile sodomiei din Rusia, Prusia și Austria au intrat în vigoare pe teritoriul polonez porționat. Polonia și-a recăpătat independența în 1918, an în care au fost abolite vechile legi ale statelor ocupante. În 1932, Polonia a legiferat vârsta egală de consimțământ pentru homosexuali și heterosexuali la 15 ani.

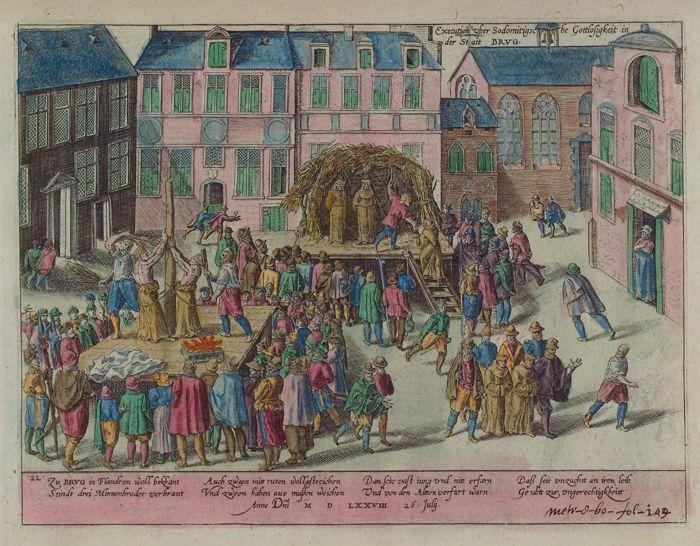
Execuția sodomiților în Bruges, 28 iunie 1578

În Evul Mediu, sub presiunea dogmelor Bisericii creștine, cărțile de "penitență", ca lucrări cu caracter moral-religios, au condamnat cu mare severitate, mai ales, sodomia și relațiile sexuale orale (atât cele homosexuale cât și cele heterosexuale). Reformele care au intervenit în cadrul Bisericii creștine și mai ales în dreptul canonic au determinat noi reglementări în cadrul sodomiei, datorită caracterului ei "nenatural" și "contraceptiv", asociat cu toate practicile sexuale deviante. Contra păcatului de sodomie erau luate cele mai severe măsuri laice. În Franța, de
exemplu, homosexualii erau arși pe rug. În Florența, sodomia era considerată ca reprezentând cel mai detestabil viciu, fiind creat, încă din anul 1432, un post de magistrat însărcinat special cu sancționarea delictelor de sodomie. În Bologna secolului al XIII-lea, arderea pe rug homosexualilor era la fel de obișnuită ca în Franța. În Portugalia și în Spania, contra homosexualilor erau prevăzute pedepse cum ar fi castrarea, spânzurarea de "membrele virile" ori moartea.
Nici Epoca Renașterii a fost mai tolerantă în privința sexualității umane. Spre exemplu, în Anglia, înainte de secolul al XVI-lea, sodomia era considerată drept o crimă ecleziastică și era guvernată sub toate aspectele de tribunalele ecleziastice. Prima prevedere legală adoptată de parlament, care s-a ocupat direct de comportamentul homosexual se referea la sodomie și era cuprinsă în The Act of Henry VIII din anul 1534. Pedeapsa pentru "cel mai ticălos dintre criminali" era moartea, pedeapsă care a durat, formal, până în secolul al XIX-lea, când, în urma reformelor, a fost redusă la închisoare pe viață.
În schimb, în Epoca Luminilor, care a generat o "iluminare" în mai multe domenii ale vieții sociale, "atitudinile față de formele de sexualitate ilicită sau alternativă au fost definite și ele de o toleranță crescândă". Liberalizarea atitudinilor legale față de homosexualitate a avut loc spre sfârșitul acestei perioade, mai ales după Revoluția franceză, și a adus o mai mare toleranță față de persoanele care practicau astfel de raporturi sexuale. Spre exemplu, Codul lui Napoleon, apărut la scurt timp după acest eveniment istoric, a eliminat prevederile cu privire la actele sexuale din conținutul său, fapt ce persistă și în zilele noastre în multe țări europene.

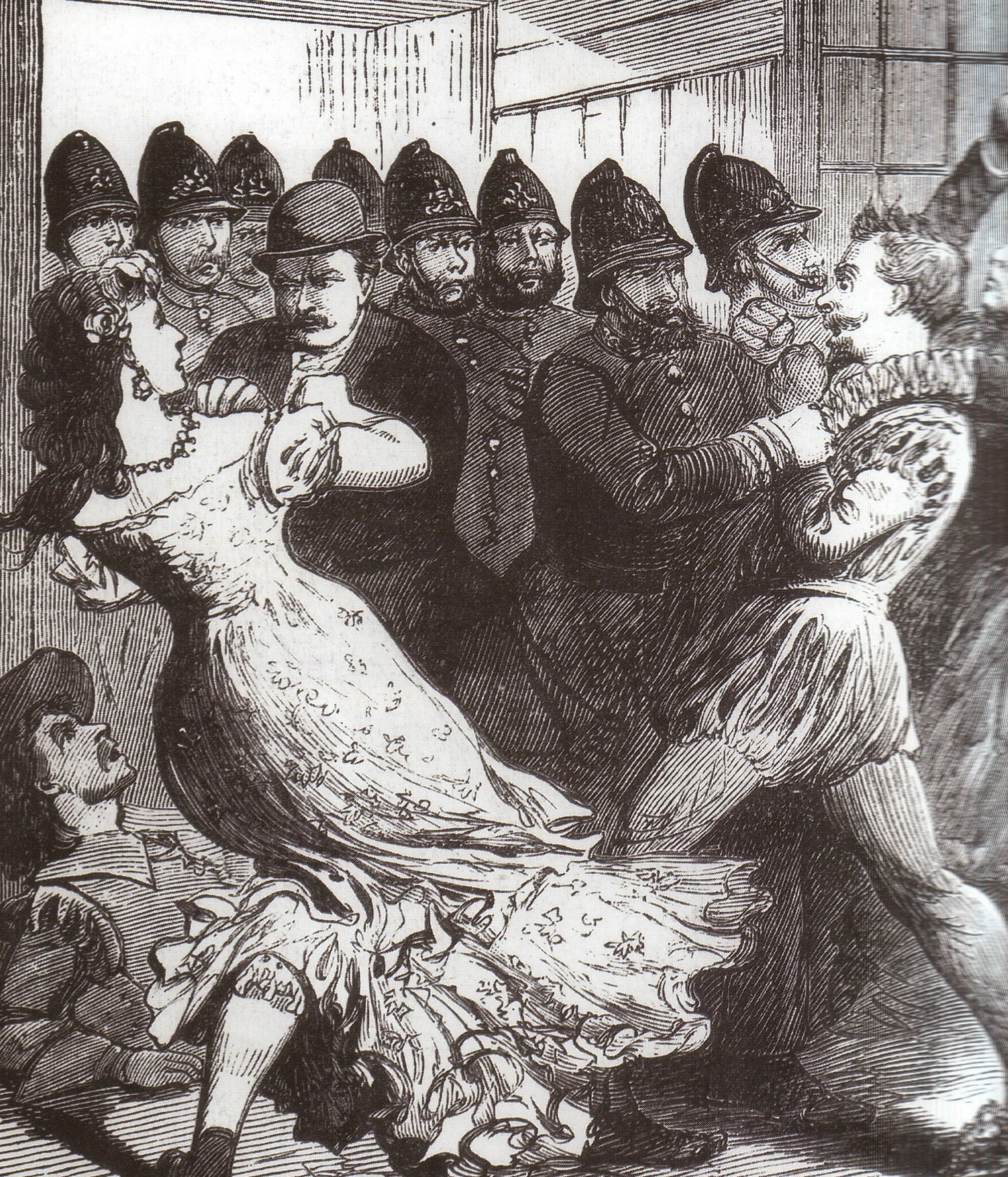
Raid al poliției la un bal de travestiți din Hulme (Manchester), în 1880

În secolul al XIX-lea, deși practicile homosexuale erau, în continuare, destul de sever reprimate, iar homosexualii erau supuși oprobriului public și discriminării, se observă, totuși, o diminuare a represiunii împotriva persoanelor homosexuale. În Anglia, de exemplu, două legi, The Offences Against the Person Act (1861) și The Criminal Law Amendment Act (1885) aveau să producă două schimbări legislative majore în legătură cu incriminarea homosexualității. Mai întâi, ca rezultat al The Offences Against the Person Act din 1861, pedeapsa cu moartea pentru delictul de pederastie a fost înlocuită cu o sancțiune mai ușoară: închisoare de la 10 ani la închisoare pe viață. Apoi, faimosul "amendament Labouchère" (The Criminal Law Amendment Act), din 1885, avea să diminueze gradul de pericol social al actelor de indecență între bărbați, în public sau în viața privată și, în consecință, să prevadă, pentru astfel de acte, doar o sancțiune de până la 2 ani închisoare cu muncă silnică. Prin acoperirea tuturor aspectelor comportamentului homosexual masculin, și nu doar a actelor de pederastie, acest delict extindea controlul legii penale asupra homosexualității. Astfel, a avut loc o diminuare considerabilă a sancțiunilor penale împotriva actelor homosexuale, comparativ cu acelea prevăzute de vechile legi pentru sodomie. Amendamentul din 1885 a dat naștere unui șir de responsabilități numai cu privire la actele homosexualilor bărbați, homosexualitatea feminină nefiind acoperită prin acest act normativ. Sub incidența acestor reglementări avea să se desfășoare, în anul 1895, și celebrul proces al lui Oscar Wilde, în urma căruia marele scriitor englez, în ciuda unei viguroase apărări, avea să fie găsit vinovat și sancționat cu maximum de pedeapsă (2 ani de închisoare cu muncă silnică).
În Turcia, homosexualitatea este legală din 1858.
Dacă în prima jumătate a secolului al XX-lea nu s-au petrecut schimbări majore în ceea ce privește evoluția atitudinilor socio-legale față de homosexualitate, în cea de-a doua jumătate a acestei perioade s-au produs mutații profunde în acest domeniu. Toate acestea aveau să se petreacă pe fondul mai larg al adâncirii "declinului moral" și al creșterii permisivității în cadrul societăților occidentale. Numeroase state sub regimuri dictatoriale din secolul al XX-lea încă se opuneau cu vehemență practicilor homosexuale, printre care Uniunea Sovietică, Germania Nazistă și Spania sub regimul Francisco Franco. În contrast, după câștigarea independenței la finele Primului Război Mondial, mai precis în 1932, Polonia devine prima țară din Europa secolului al XX-lea care dezincriminează activitatea homosexuală, urmată îndeaproape de Danemarca în 1933, Islanda în 1940, Elveția în 1942 și Suedia în 1944. 
În Uniunea Sovietică, homosexualitatea a fost decriminalizată după revoluția bolșevică din 1917, însă a fost din nou pedepsită după moartea lui Lenin, când dictatorul Iosif Stalin a preluat controlul. După cel de-Al Doilea Război Mondial întregul bloc european estic condamna homosexualitatea, după modelul Rusiei. După terminarea Războiului Rece, schimbările sociale care au survenit în estul Europei, au adus cu ele și acceptarea homosexualilor în toate țările odată comuniste.
În 1962, comportamentul homosexual era dezincriminat în Cehoslovacia. Aceasta a venit după o serie de cercetări ale lui Kurt Freund si ale altor oameni de știință care urmăreau demonstrarea eficacității behaviorismului în diagnosticul și tratamentul homosexualității masculine și a pedofiliei. Aceștia au apelat la o practică inovativă a pletismografiei peniene (cunoscută și test falometric) pentru a segmenta diferitele aspecte ale excitării masculine, a discerne ierarhiile criptice ale erotismului și a monitoriza eficacitatea tratamentelor în schimbarea orientării individului. Rezultatele cercetărilor au contrazis așteptările oamenilor de știință prin faptul că majoritatea bărbaților nu au putut să-și schimbe preferințele sexuale indiferent de cât de mult au încercat sau cât de mult au încercat alții să le schimbe.
În 1972, Suedia devine prima țară din lume care le permite transsexualilor prin lege să-și schimbe chirurgical sexul și le asigură terapie de substituție hormonală gratuită. În 1979, mulți suedezi s-au declarat bolnavi în semn de protest față de clasificarea homosexualității ca boală. Aceasta a fost urmată de ocuparea de către activiști a sediului principal al Consiliului Național de Sănătate și Asistență Socială din Stockholm. În termen de câteva luni, Suedia devine prima țară din Europa care înlătură homosexualitatea din categoria bolilor. Pe 22 octombrie 2009, adunarea Bisericii suedeze a votat ferm în favoarea binecuvântării cuplurilor homosexuale, inclusiv utilizarea termenului "căsătorie". Noua lege a fost introdusă la 1 noiembrie 2009.

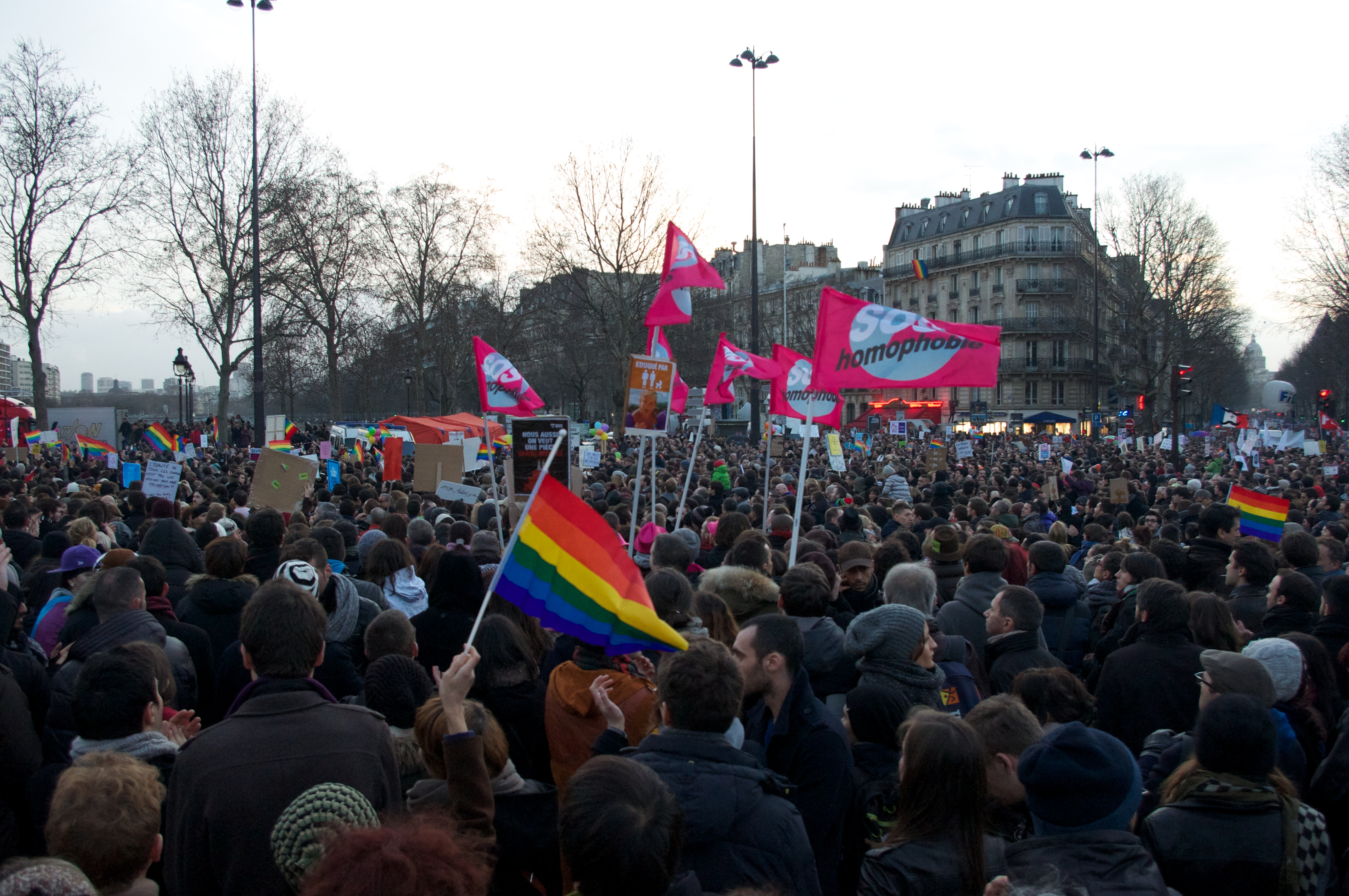
Demonstrație în favoarea căsătoriei între persoane de același sex în Franța, Paris, 27 ianuarie 2013

În 1989, Danemarca devenea prima țară din Europa, și din lume, care introducea parteneriatele înregistrate pentru cuplurile de același sex. 
În 1991, Bulgaria devine prima țară din Europa care interzice prin Constituție căsătoria între persoane de același sex. De atunci, alte 11 țări au urmat acest trend: Lituania în 1992, Belarus și Republica Moldova în 1994, Ucraina în 1996, Polonia în 1997, Letonia și Serbia în 2006, Muntenegru în 2007, Ungaria în 2012, Croația în 2013 și Slovacia în 2014.
În 2001 un următor pas a fost făcut, când Olanda a deschis căsătoriile civile pentru cuplurile homosexuale, devenind astfel prima țară din lume care legalizează căsătoriile homosexuale. De atunci, alte 19 state europene au legalizat căsătoria între persoane de același sex: Belgia în 2003, Spania în 2005, Norvegia și Suedia în 2009, Portugalia și Islanda în 2010, Danemarca în 2012, Franța în 2013, Marea Britanie în 2014, Luxemburg și Irlanda în 2015,  Finlanda, Germania și Malta în 2017, Austria în 2019, Elveția și Slovenia în 2022, Estonia și Grecia în 2024.
În 2021 Ungaria a votat legea contra propagandei homosexuale, pe model rusesc. Comisia Europeană a blocat plata a câteva miliarde Euro, deoarece Ungaria a adoptat această lege care discriminează persoanele LGBT.
Comisia Europeană a blocat fonduri de 150 milioane Euro pentru zonele libere de LGBT din Polonia, a blocat de asemenea plata a 42 miliarde Euro din fondul de recuperare după Covid, deoarece Polonia nu respectă dreptul european.

## Atitudini sociale
Indică țara care a legalizat căsătoriile între persoane de același sex
     Indică țara care a legalizat uniunile civile între persoane de același sex
| Țară                  | Firmă de sondare a opiniei publice | An   | Pentru | Împotriva | Fără opinie |
| --------------------- | ---------------------------------- | ---- | ------ | --------- | ----------- |
| Albania               | NDI                                | 2015 | 10%    | 88%       | 2%          |
| Armenia               | Pew Research Center                | 2017 | 3%     | 96%       | 1%          |
| Austria               | IMAS                               | 2015 | 55%    | 38%       | 7%          |
| Belarus               | Pew Research Center                | 2017 | 16%    | 81%       | 3%          |
| Belgia                | Eurobarometru                      | 2015 | 77%    | 20%       | 3%          |
| Bosnia și Herțegovina | Pew Research Center                | 2017 | 13%    | 84%       | 4%          |
| Bulgaria              | Pew Research Center                | 2017 | 18%    | 79%       | 3%          |
| Cehia                 | Pew Research Center                | 2017 | 65%    | 29%       | 6%          |
| Cipru                 | Eurobarometru                      | 2015 | 37%    | 56%       | 7%          |
| Croația               | Eurobarometru                      | 2015 | 37%    | 54%       | 9%          |
| Danemarca             | Eurobarometru                      | 2015 | 87%    | 9%        | 4%          |
| Elveția               | Pink Cross                         | 2016 | 69%    | 25%       | 6%          |
| Estonia               | Eurobarometru                      | 2015 | 31%    | 58%       | 11%         |
| Finlanda              | Eurobarometru                      | 2015 | 66%    | 28%       | 6%          |
| Franța                | BVA                                | 2015 | 67%    | 31%       | 2%          |
| Georgia               | NDI                                | 2012 | 6%     | 89%       | 4%          |
| Germania              | TNS Emnid                          | 2017 | 75%    | 20%       | 5%          |
| Grecia                | diaNEOsis                          | 2016 | 50%    | 47%       | 3%          |
| Irlanda               | Eurobarometru                      | 2015 | 80%    | 15%       | 5%          |
| Islanda               | Gallup                             | 2004 | 87%    |           |             |
| Italia                | Demos & Pi                         | 2016 | 56%    | 40%       | 4%          |
| Kazahstan             | Pew Research Center                | 2017 | 7%     | 89%       | 4%          |
| Kosovo                | NDI                                | 2015 | 10%    | 88%       | 2%          |
| Letonia               | Eurobarometru                      | 2015 | 19%    | 76%       | 5%          |
| Lituania              | Eurobarometru                      | 2015 | 24%    | 71%       | 5%          |
| Luxemburg             | Eurobarometru                      | 2015 | 75%    | 20%       | 5%          |
| Macedonia             | NDI                                | 2015 | 10%    | 88%       | 2%          |
| Malta                 | Eurobarometru                      | 2015 | 65%    | 29%       | 6%          |
| Marea Britanie        | YouGov                             | 2016 | 56%    | 27%       | 17%         |
| Moldova               | IPP                                | 2014 | 5,9%   | 87,2%     | 6,9%        |
| Muntenegru            | NDI                                | 2015 | 10%    | 88%       | 2%          |
| Norvegia              | Ipsos                              | 2013 | 78%    | 17%       | 4%          |
| Olanda                | Eurobarometru                      | 2015 | 91%    | 7%        | 2%          |
| Polonia               | Pew Research Center                | 2017 | 32%    | 59%       | 8%          |
| Portugalia            | Eurobarometru                      | 2015 | 61%    | 33%       | 6%          |
| România               | Pew Research Center                | 2017 | 26%    | 74%       | 1%          |
| Rusia                 | VTsIOM                             | 2015 | 8%     | 80%       | 12%         |
| Serbia                | Pew Research Center                | 2017 | 12%    | 83%       | 4%          |
| Slovacia              | Eurobarometru                      | 2015 | 24%    | 69%       | 7%          |
| Slovenia              | Ninamedia                          | 2015 | 38,3%  | 49,5%     | 12,2%       |
| Spania                | Eurobarometru                      | 2015 | 84%    | 10%       | 6%          |
| Suedia                | Eurobarometru                      | 2015 | 90%    | 7%        | 3%          |
| Turcia                | Ipsos                              | 2015 | 27%    |           |             |
| Ucraina               | Pew Research Center                | 2017 | 9%     | 85%       | 6%          |
| Ungaria               | Eurobarometru                      | 2015 | 39%    | 53%       | 8%          |

## Europa Centrală
| Drepturi LGBT în: | Homosexualitate                                           | Uniuni civile                     | Căsătorie | Adopție  | Înrolare în armată | Discriminare                | Schimbare de gen                              |
| ----------------- | --------------------------------------------------------- | --------------------------------- | --------- | -------- | ------------------ | --------------------------- | --------------------------------------------- |
| Austria           | din 1971                                                  | parteneriat înregistrat din 2010  | din 2019  | din 2016 | Yes                | ilegală                     | Yes                                           |
| Cehia             | din 1962 (ca parte a Cehoslovaciei)                       | parteneriat înregistrat din 2006  | No        | No       | Yes                | ilegală                     | legală, dar necesită intervenție chirurgicală |
| Germania          | din 1968 în Germania de Est, din 1969 în Germania de Vest | parteneriat înregistrat din 2001  | din 2017  | din 2017 | Yes                | ilegală                     | Yes                                           |
| Liechtenstein     | din 1989                                                  | parteneriat înregistrat din 2011  | No        | No       | fără forțe armate  | No                          | No                                            |
| Polonia           | Yes                                                       | coabitare neînregistrată din 2012 | No        | No       | Yes                | ilegală în anumite contexte | Yes                                           |
| Slovacia          | din 1962 (ca parte a Cehoslovaciei)                       | No                                | No        | No       | Yes                | ilegală                     | legală, dar necesită intervenție chirurgicală |
| Slovenia          | din 1977 (ca parte a Iugoslaviei)                         | parteneriat înregistrat din 2006  | din 2022  | din 2022 | Yes                | ilegală                     | Yes                                           |
| Ungaria           | din 1962                                                  | parteneriat înregistrat din 2009  | No        | No       | Yes                | ilegală                     | Yes                                           |

## Europa de Est
| Drepturi LGBT în: | Homosexualitate | Uniuni civile | Căsătorie                  | Adopție  | Înrolare în armată                                                                                                   | Discriminare                | Schimbare de gen                              |
| ----------------- | --------------- | ------------- | -------------------------- | -------- | --- | --------------------------- | --------------------------------------------- |
| Armenia           | din 2003        | No            | No                         | No       | | No                          | No                                            |
| Azerbaidjan       | din 2000        | No            | No                         | No       | Yes | No                          | legală, dar necesită intervenție chirurgicală |
| Belarus           | din 1994        | No            | No                         | No       | No | No                          | Yes                                           |
| Estonia           | din 1992        | din 2014      | din 2024                   | din 2024 | Yes | ilegală                     | Yes                                           |
| Georgia           | din 2000        | No            | No                         | No       | | ilegală                     | legală, dar necesită intervenție chirurgicală |
| Kazahstan         | din 1998        | No            | No                         | No       | No | No                          | Yes                                           |
| Letonia           | din 1992        | No            | No                         | No       | Yes | ilegală în anumite contexte | Yes                                           |
| Lituania          | din 1993        | (propuse)     | No                         | No       | Yes | ilegală                     | din 2003                                      |
| Moldova           | din 1995        | No            | No                         | No       | Yes | ilegală în anumite contexte | legală, dar necesită intervenție chirurgicală |
| Rusia             | din 1993        | No            | No                         | No       | Yes | No                          | (din 2023)                                    |
| Ucraina           | din 1991        | No            | (propusă printr-o petiție) | No       | în contextul războiului din Ucraina, toți bărbații, indiferent de orientare sexuală, sunt automat înrolați în armată | ilegală în anumite contexte | legală, dar necesită intervenție chirurgicală |

## Europa de Nord
| Drepturi LGBT în: | Homosexualitate                  | Uniuni civile                    | Căsătorie | Adopție  | Înrolare în armată | Discriminare | Schimbare de gen                              |
| ----------------- | -------------------------------- | -------------------------------- | --------- | -------- | ------------------ | ------------ | --------------------------------------------- |
| Danemarca         | din 1933                         | parteneriat înregistrat din 1989 | din 2012  | din 2010 | Yes                | ilegală      | Yes                                           |
| Finlanda          | din 1971                         | parteneriat înregistrat din 2002 | din 2017  | din 2017 | Yes                | ilegală      | legală, dar necesită intervenție chirurgicală |
| Islanda           | din 1940 (ca parte a Danemarcei) | parteneriat înregistrat din 1996 | din 2010  | din 2006 | fără forțe armate  | ilegală      | Yes                                           |
| Norvegia          | din 1972                         | parteneriat înregistrat din 1993 | din 2009  | din 2009 | Yes                | ilegală      | Yes                                           |
| Suedia            | din 1944                         | parteneriat înregistrat din 1995 | din 2009  | din 2003 | Yes                | ilegală      | Yes                                           |

## Europa de Sud
| Drepturi LGBT în: | Homosexualitate               | Uniuni civile                     | Căsătorie                                                        | Adopție                                                | Înrolare în armată | Discriminare | Schimbare de gen                              |
| ----------------- | ----------------------------- | --------------------------------- | ---------------------------------------------------------------- | ------------------------------------------------------ | ------------------ | ------------ | --------------------------------------------- |
| Cipru             | din 1998                      | acord de coabitare din 2015       | No                                                               | No                                                     | No                 | ilegală      | No                                            |
| Grecia            | din 1951                      | acord de coabitare din 2015       | din 2024                                                         | din 2024                                               | Yes                | ilegală      | legală, dar necesită intervenție chirurgicală |
| Italia            | din 1890                      | uniune civilă din 2016            | căsătoriile încheiate în străinătate admise de Curtea de Casație | adopție din altă căsătorie admisă de Curtea de Casație | Yes                | ilegală      | din 2015                                      |
| Malta             | din 1973                      | uniune civilă din 2014            | din 2017                                                         | din 2014                                               | Yes                | ilegală      | din 2015                                      |
| San Marino        | din 1865                      | coabitare neînregistrată din 2012 | No                                                               | No                                                     |                    | ilegală      | No                                            |
| Vatican           | din 1890 (ca parte a Italiei) | No                                | No                                                               | No                                                     | fără forțe armate  | No           | No                                            |

## Europa de Sud-Est
| Drepturi LGBT în:     | Homosexualitate                                                                                           | Uniuni civile                 | Căsătorie | Adopție           | Înrolare în armată | Discriminare                | Schimbare de gen                              |
| --------------------- | --- | ----------------------------- | --------- | ----------------- | ------------------ | --------------------------- | --------------------------------------------- |
| Albania               | din 1995                                                                                                  | No                            | No        | No                | Yes                | ilegală                     | No                                            |
| Bosnia și Herțegovina | din 1998 în Federația Bosniei și Herțegovinei, din 2000 în Republika Srpska, din 2001 în Districtul Brčko | No                            | No        | No                | Yes                | ilegală în anumite contexte | No                                            |
| Bulgaria              | din 1968                                                                                                  | No                            | No        | No                | Yes                | ilegală                     | legală, dar necesită intervenție chirurgicală |
| Croația               | din 1977 (ca parte a Iugoslaviei)                                                                         | parteneriat pe viață din 2014 | No        | tutelă (din 2014) | Yes                | ilegală                     | Yes                                           |
| Macedonia             | din 1996                                                                                                  | No                            | No        | No                | Yes                | No                          | No                                            |
| Muntenegru            | din 1977 (ca parte a Iugoslaviei)                                                                         | No                            | No        | No                | Yes                | ilegală                     | legală, dar necesită intervenție chirurgicală |
| România               | din 1996                                                                                                  | No                            | No        | doar separat      | Yes                | ilegală                     | legală, dar necesită intervenție chirurgicală |
| Serbia                | din 1994 (ca parte a Iugoslaviei)                                                                         | No                            | No        | No                | Yes                | ilegală                     | din 2007                                      |
| Turcia                | din 1858                                                                                                  | No                            | No        | No                | (propusă)          | (legislație propusă)        | legală, dar necesită intervenție chirurgicală |

## Europa de Sud-Vest
| Drepturi LGBT în: | Homosexualitate | Uniuni civile | Căsătorie | Adopție  | Înrolare în armată | Discriminare | Schimbare de gen |
| ----------------- | --------------- | --- | --------- | -------- | ------------------ | ------------ | ---------------- |
| Andorra           | din 1990        | uniune civilă din 2014 | No        | din 2014 | fără forțe armate  | ilegală      | No               |
| Portugalia        | din 1983        | uniune de facto din 2001 | din 2010  | din 2016 | Yes                | ilegală      | din 2011         |
| Spania            | din 1979        | uniune de facto în Catalonia (1998), Aragon (1999), Navarra și Castilia-La Mancha (2000), Valencia, Insulele Baleare și Madrid (2001), Asturia, Andaluzia și Castilia și León (2002), Insulele Canare, Extremadura și Țara Bascilor (2003), Cantabria (2005), Galicia (2008) și La Rioja (2010) | din 2005  | din 2005 | Yes                | ilegală      | din 2007         |

## Europa de Vest
| Drepturi LGBT în: | Homosexualitate                                                                     | Uniuni civile                        | Căsătorie                                  | Adopție                                                                             | Înrolare în armată             | Discriminare                | Schimbare de gen                              |
| ----------------- | ----------------------------------------------------------------------------------- | ------------------------------------ | ------------------------------------------ | ----------------------------------------------------------------------------------- | ------------------------------ | --------------------------- | --------------------------------------------- |
| Belgia            | din 1795 (ca parte a Franței)                                                       | coabitare din 2000                   | din 2003                                   | din 2006                                                                            | Yes                            | ilegală                     | legală, dar necesită intervenție chirurgicală |
| Elveția           | din 1942                                                                            | parteneriat înregistrat din 2007     | din 2022                                   | adopție din altă căsătorie (din 2018)                                               | Yes                            | ilegală în anumite contexte | Yes                                           |
| Franța            | din 1791                                                                            | pact de solidaritate civilă din 1999 | din 2013                                   | din 2013                                                                            | Yes                            | ilegală                     | legală, dar necesită intervenție chirurgicală |
| Irlanda           | din 1993                                                                            | parteneriat civil din 2011           | din 2015                                   | din 2015                                                                            | Yes                            | ilegală                     | din 2015                                      |
| Luxemburg         | din 1795 (ca parte a Franței)                                                       | parteneriat înregistrat din 2004     | din 2015                                   | din 2015                                                                            | Yes                            | ilegală                     | legală, dar necesită intervenție chirurgicală |
| Marea Britanie    | din 1967 în Anglia și Țara Galilor, din 1981 în Scoția, din 1982 în Irlanda de Nord | parteneriat civil din 2005           | din 2014 în Anglia, Țara Galilor și Scoția | din 2005 în Anglia și Țara Galilor, din 2009 în Scoția, din 2013 în Irlanda de Nord | Yes                            | ilegală                     | din 2004                                      |
| Monaco            | din 1793 (ca parte a Franței)                                                       | (propuse)                            | No                                         | No                                                                                  | Franța responsabilă de apărare | ilegală în anumite contexte |                                               |
| Olanda            | din 1811 (ca parte a Franței)                                                       | parteneriat înregistrat din 1998     | din 2001                                   | din 2001                                                                            | Yes                            | ilegală                     | Yes                                           |